# Марія Магдалина (фільм, 1990)
Марія Магдалина (рос. Мария Магдалина) — радянський художній фільм 1990 року, знятий режисером Геннадієм Вороніним.

## Сюжет
Безпутний спосіб життя гулящої Марії Єгорової на прізвисько «Магдалина» різко обривається — її знайома, загнавши її в борги і поставивши «на лічильник», забравши паспорт, через знайомого сутенера пропонує їй працювати повією. Марія в ході розмови розбиває сутенеру голову, потрапляє у відділення міліції, звідки тікає. Тепер її шукають бандити і міліція, і їй потрібно терміново знайти гроші, щоб викупити паспорт і виїхати з донькою з міста…

## У ролях
- Лариса Гузєєва — Марія Єгорова, Магдалина
- Марія Капіцька — Васёна, її дочка
- Микола Макушенко — Біркін, міліціонер
- Юрій Платонов — майор
- Юрій Чекулаєв — охоронець прохідного порту
- Марина Голуб — Світлана
- Олександра Назарова — квартирна хазяйка
- Жанна Токарська — Зіна
- Андрій Кошельов — Віктор
- Олександр Філіппенко — священик
- Володимир Дорошенко — Коркін
- Георгій Мартіросян — Южанін
- Олександр Колобов — Борис, стармех
- Олександр Числов — Коля, психічно хворий
- Алла Білих — епізод
- Наталія Суркова — епізод

## Знімальна група
- Сценаріст : Геннадій Воронін
- Режисер : Геннадій Воронін
- Оператор : Олег Массаригін
- Композитор : Ігор Космачев
- Художники : Енрі Леонтьєв, Євген Штапенко